# Lepidium subvaginatum
Lepidium subvaginatum är en korsblommig växtart som beskrevs av Ernst Gottlieb von Steudel och Albert Thellung. Lepidium subvaginatum ingår i släktet krassingar, och familjen korsblommiga växter. Inga underarter finns listade i Catalogue of Life.